# Novi (Bośnia i Herecegowina)
Novi (cyr. Нови) – wieś w Bośni i Hercegowinie, w Republice Serbskiej, w mieście Bijeljina. W 2013 roku liczyła 183 mieszkańców.